# Фатальна помилка
«Фатальна помилка» (англ. Fatal Desire) — американо-канадський трилер 2006 року.

## Сюжет
Колишній поліцейський Джо, стомлений сімейним життям і вирішує пофліртувати по Інтернету з молодою дівчиною. Він знайомиться з Тонею Салліван, і у них починається бурхливий роман. Проблеми у Джо з'являються, коли Тоня прилітає до нього в Атлантик-сіті з твердим наміром зблизити їх відносини і присвятити його в свою таємницю.

## У ролях
| Актор                  | Роль           |
| ---------------------- | -------------- |
| Енн Гейч               | Таня Салліван  |
| Ерік Робертс           | Джо            |
| Кетлін Йорк            | Паула          |
| Мелісса Ед             |                |
| Джеймс Едвард Кемпбелл | Тедді          |
| Беррі Флетмен          |                |
| Марк А. Оуен           | Марк Салліван  |
| Джессіка Парсонс       | Моллі Салліван |
| Гарі Леверт            | бармен         |
| Йен Тенч               | бос казино     |
| Меттью МакКоулл        | доставка меблі |
| Керролл Годсман        | медсестра      |
| Хуаніта Пітерс         | ресепшн        |
| Лоретта Ю              | офіціантка     |
| Джим Суонсберг         | Pit Boss       |
| Роберт Сінглтон        | поліцейський   |
| Джон Евудс             | бандит         |
| Сісо Камбуров          | Док            |
| Ванда Тейлор           | Шеф            |